# Berltsum
À ne pas confondre avec Berlicum.
Berltsum (en néerlandais : Berlikum) est un village de la commune néerlandaise de Waadhoeke, dans la province de Frise.

## Géographie
Le village est situé à 10 km au nord-ouest de Leeuwarden.

## Histoire
Berltsum fait partie de la commune de Menameradiel avant le 1er janvier 2018, où celle-ci est supprimée et fusionnée avec Franekeradeel, Het Bildt et une partie de Littenseradiel pour former la nouvelle commune de Waadhoeke.

## Démographie
Le 1er janvier 2018, le village comptait 2 690 habitants.